# Perpetual Burn
Perpetual Burn címmel jelent meg az amerikai gitáros Jason Becker debütáló albuma. A korongot 1988-ban jelentette meg Mike Varney kiadója, az instrumentális gitárzenékre specializálódott Shrapnel Records. A lemez dalait Becker egymaga írta, a felvételeknél azonban segítségére volt Marty Friedman is, akivel korábban a Cacophony zenekarban játszott együtt. Friedman nemcsak a produceri teendőkből vette ki a részét, hanem a Temple of the Absurd és az Eleven Blue Egyptians dalokhoz egy-egy gitárszólóval is hozzájárult. A basszusgitárt és a billentyűs hangszereket Becker játszotta fel, míg a dobok mögött a neves stúdiózenész Atma Anur ült.
Az anyagon Becker nagy teret engedett klasszikus zenei hatásainak, ennek megfelelően a dalokat komolyzenei alapossággal komponálta meg, melyekben nemcsak kivételes technikája mutatkozott meg, hanem dalszerzői kreativitása is. Megjelenésekor a lemez pozitív kritikákban részesült, mely az évek múlásával a neoklasszikus metal egyik legmeghatározóbb lemezévé vált, mely gitárosok százaira gyakorolt felbecsülhetetlen hatást, közöttük olyan hírességekre is, mint Jeff Loomis vagy Trey Azagthoth. 
Jason Becker technikai felkészültsége nagy feltűnést keltett szakmai körökben, amiről később így nyilatkozott a gitáros: Ami az albumot illeti, akkoriban úgy gondoltam, hogy az emberek csak a gyorsaságot és a technikát látták benne, és elsiklottak a lényeg, a kompozíciók aprólékos felépítése és érzelmi mélysége felett. Azt hiszem, az a lemez kissé megelőzte a korát.

## Számlista
Az összes dal szerzője Jason Becker, kivéve ahol jelölve van.. 
| 1.    | Altitudes                                     | 5:40 |
| 2.    | Perpetual Burn                                | 3:30 |
| 3.    | Mabel's Fatal Fable                           | 4:52 |
| 4.    | Air                                           | 5:39 |
| 5.    | Temple of the Absurd (Becker, Marty Friedman) | 4:42 |
| 6.    | Eleven Blue Egyptians (Becker, Friedman)      | 5:44 |
| 7.    | Dweller in the Cellar                         | 6:15 |
| 8.    | Opus Pocus                                    | 5:39 |
| 42:01 |                                               |      |

## Közreműködők
- Jason Becker – gitár, billentyűs hangszerek, basszusgitár, producer
- Marty Friedman – producer, gitárszóló az 5. és a 7. dalban
- Atma Anur – dob
- Steve Fontano – hangmérnök
- Joe Marquez – hangmérnök
- George Horn – maszter
- Mike Varney – producer